# Zelenodolsk
Zelenodolsk (tiếng Ukraina: Зеленодольськ) là một thành phố của Ukraina. Thành phố này thuộc tỉnh Dnipropetrovsk. Thành phố này có diện tích ? km², dân số theo điều tra dân số năm 2001 là 14.792 người.